# Green Green Grass of Home
"Green Green Grass of Home" smatra se jednom od najljepših i najpopularnijih country pjesama svih vremena. Napisao ju je 1965. godine Claude Putman, nadimka "Curly". Ta je pjesma pjevana u mnogo verzija, od kojih su vjerojatno najpopularnije one u izvedbi Toma Jonesa, Elvisa Presleyja, Johnnyja Casha. Ostali izvođači koji su izvodili ovu pjesmu: Kenny Rogers, Porter Wagoner, Tom Connors, Lauretta Lynn, Nana Mouskouri, Dean Martin i mnogi drugi.
Pjesma govori o čovjeku koji je dulje vrijeme bio daleko od kuće. Opisuje njegov povratak u malo selo i reakciju na ono što tamo zatekne. Tada međutim počinje govoreni monolog u kojemu se glavni lik budi u zatvoru očekujući smaknuće, dajući do znanja da će se kući vratiti mrtav i pokopan.

## Vanjske poveznice
- Tekst pjesme Green Green Grass of Home u izvedbi Toma Jonesa